# Рекурсивний фільтр

Простий рекурсивний фільтр

Рекурси́вний фільтр, IIR-фільтр (англ. Infinite impulse response) — фільтр, у якого розрахунок поточного значення вихідної величини залежить не тільки від дійсного і попередніх (N-1) значень вхідної величини, але також і від N попередніх значень вихідної величини.
Це говорить про те, що фільтр використовує один або більше своїх виходів як вхід, тобто утворює зворотний зв'язок. Основною властивістю таких фільтрів є те, що їх імпульсна перехідна характеристика має нескінченну довжину в часовій області, а передавальна функція має дробово-раціональний вигляд. Такі фільтри можуть бути як аналоговими, так і цифровими.